# Vic Lindquist
Carl Victor (Vic) Lindquist  (Wabigoon, 22 maart 1908 - Winnipeg, 30 november 1983) was een Canadese ijshockeyspeler. 
Lindquist was in de periode van 1930 tot en met 1933 lid van de Winnipeg Hockey Club. In 1931 won Lindquist met de Winnipeg Hockey Club het amateurkampioenschap van Canada de Allan Cup. Vanwege deze overwinning mocht de Winnipeg Hockey Club Canada vertegenwoordigen op de Olympische Winterspelen 1932 in het Amerikaanse Lake Placid. 
Lindquist speelde in vijf van de zes olympische wedstrijden mee en maakte daarbij drie doelpunten waaronder de 2-1 in de openingswedstrijd tegen de Verenigde Staten in overtime. Lindquist won met zijn ploeggenoten de gouden medaille. 
In 1935 won Lindquist als onderdeel van de Winnipeg Monarchs de wereldtitel. Lindquist was tijdens de Olympische Winterspelen 1936 in het Duitse Garmisch-Partenkirchen de coach van de als vijfde geëindigde Zweedse ploeg.